# Thrash metal
Thrash metal (pogosto napačno imenovan trash metal) je glasbena zvrst hitrih in agresivnih ritmov. Razvila se je iz heavy metala kakor tudi mnoge druge podzvrsti metala. Začetki te zvrsti metala segajo v konec 70-ih oziroma začetek 80-ih let dvajsetega stoletja predvsem v ZDA in Nemčiji.
Najbolj znana glasbena skupina dvajsetega stoletja je gotovo Metallica, ki velja za najuspešnejšo thrash metal skupino, sledijo ji skupine Megadeth, Slayer in Anthrax. Danes je ta zvrst priljubljena pri ljubiteljih težkih ritmov.

## Delitev Thrash Metala
Thrash metal najpogosteje delimo na 3 glavne regije:

### Bay Area Thrash
Je stil Thrash Metala, ki se je začel razvijati v San Fraciscu v zgodnjih osemdesetih. Je najbolj progresiven od vseh zvrsti thrasha. Glavne skupine so Slayer, Metallica, Megadeth, Testament in Exodus.

### East Coast Thrash
Na East coast Thrash je najbolj vplival punk. Glavne skupine so Anthrax, Nuclear Assault, Overkill in Whiplash.

### Nemški Thrash
Imenovan tudi Teutonic thrash metal. Njegov razvoj se je pričel v  Nemčiji, s skupinami Kreator, Sodom in Destruction, pod vplivom skupin, kot so Venom, Slayer, Megadeth in Metallica. Je najtežja zvrst thrasha.